# Спорт в Индии
Наиболее популярными видами спорта в Индии являются крикет, футбол, хоккей на траве, теннис, гольф, шахматы и кабадди.
Впервые спортсмен от Индии (Норман Причард) принял участие в Олимпийских играх в 1900 году, выиграв две серебряные медали. Индийские спортсмены регулярно выступают на летних Олимпиадах с 1920 и на зимних — с 1964 года. Мужская сборная Индии по хоккею на траве выиграла одиннадцать олимпийских медалей в период с 1928 по 1980 год, в том числе 8 золотых.
Единственную индивидуальную золотую медаль в истории Индии в 2008 году в Пекине выиграл стрелок из винтовки Абхинав Биндра. На зимних Олимпиадах Индия не заработала ни одной медали.
Индийские спортсмены принимают участие также в Играх Содружества, Азиатских играх, Чемпионатах мира и Чемпионатах Азии.

## Хоккей на траве

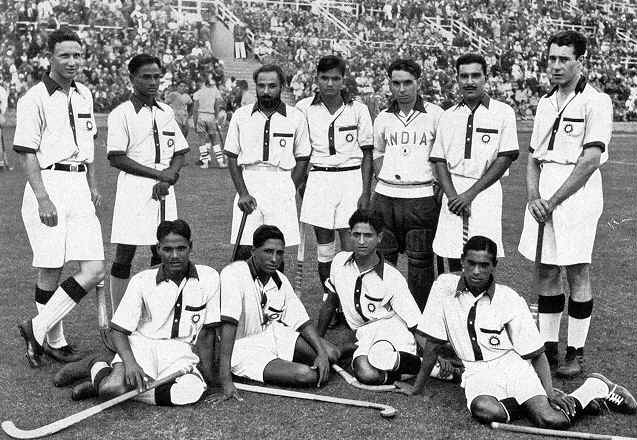
Сборная Индии по хоккею на траве на Летних Олимпийских играх 1936 года в Берлине

Хоккей на траве является национальной игрой в Индии. До середины XX века Индия доминировала в международном хоккее на траве, выиграв 8 золотых олимпийских медалей, чемпионат мира 1975 года, а также была финалистом на чемпионате мира 1973 года. Индийский игрок Дхиан Чанд, один из самых известных хоккейных игроков, был назван в европейской прессе «волшебником». Тем не менее, в настоящее время сборная Индии по хоккею на траве занимает 8 место в мире.

## Крикет

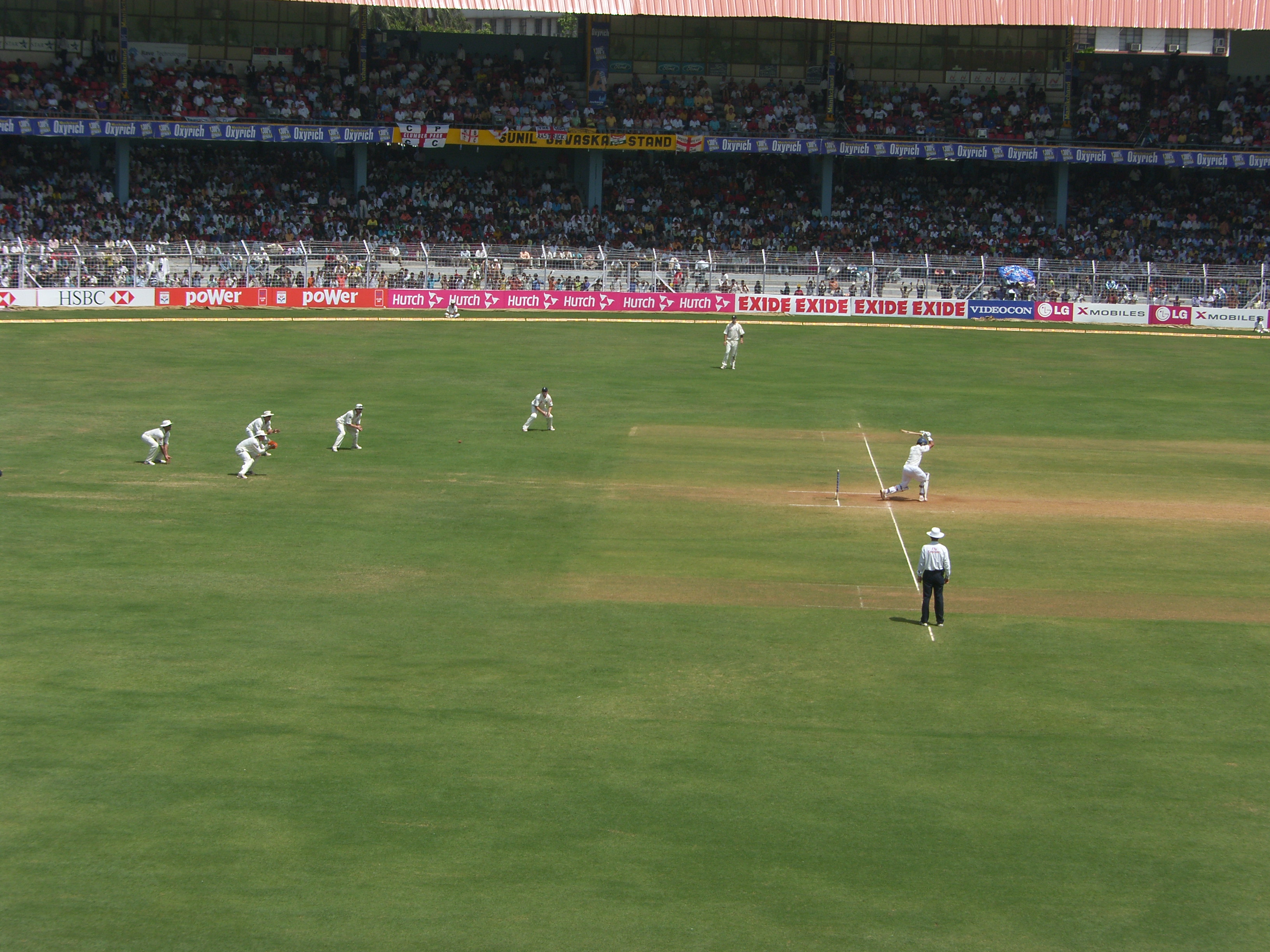
Сборная Индии по крикету во время игры на стадионе Ванкхеде

Крикет является самым популярным видом спорта в Индии на сегодняшний день. В него внесли весомый вклад известные игроки такие, как Сачин Тендулкар, Соурав Гангули, Сунил Гаваскар, Капил Дев и Рахул Дравид. Сборная Индии по крикету выиграла Чемпионат мира по крикету 1983, а также стала финалистом Чемпионата мира по крикету 2003.

## Футбол

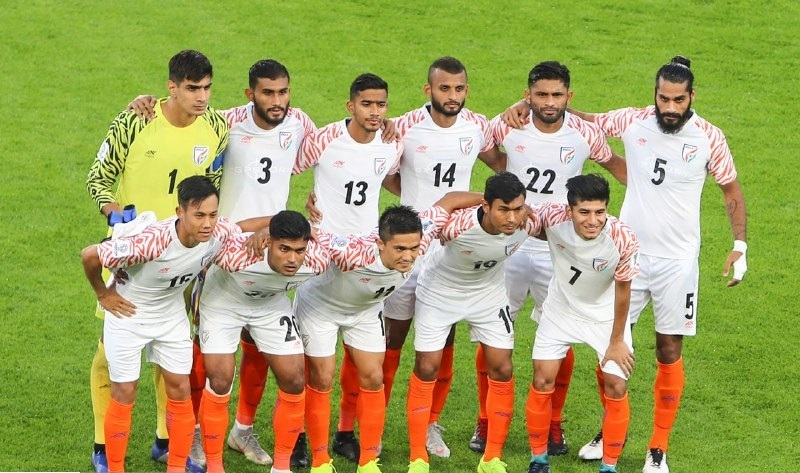
Индия против Таиланд в АФС Асиян Кап

Футбол является одним из основных видов спорта в Индии. Он появился в стране во времена британского колониального владычества, и в некоторых районах страны стал не менее популярен, чем крикет. Индия была сильнейшей азиатской сборной до шестидесятых, но постепенно уровень футбола снизился по сравнению с другими странами, и в настоящее время сборная Индии по футболу занимает 108-е место в рейтинге ФИФА по состоянию на 11 июня 2020 года. Главными достижениями сборной являются победы на Азиатских играх в 1951 и 1962 году и четвёртое место на Олимпийских играх Мельбурне.
Вышестоящим органом в футболе является Всеиндийская федерация футбола (AIFF).

## Теннис
Теннис популярен среди городского населения. Самыми лучшими индийскими теннисистами являются Леандер Паес и Махеш Бхупати, на счету которых много побед в парном и смешанном разряде, а также Раманатхан Кришнан, Виджай Амритрадж и Рамеш Кришнан. Саня Мирза — одна из самых известных теннисисток Индии, которая входит в TOP 30 рейтинга WTA.

## Шахматы

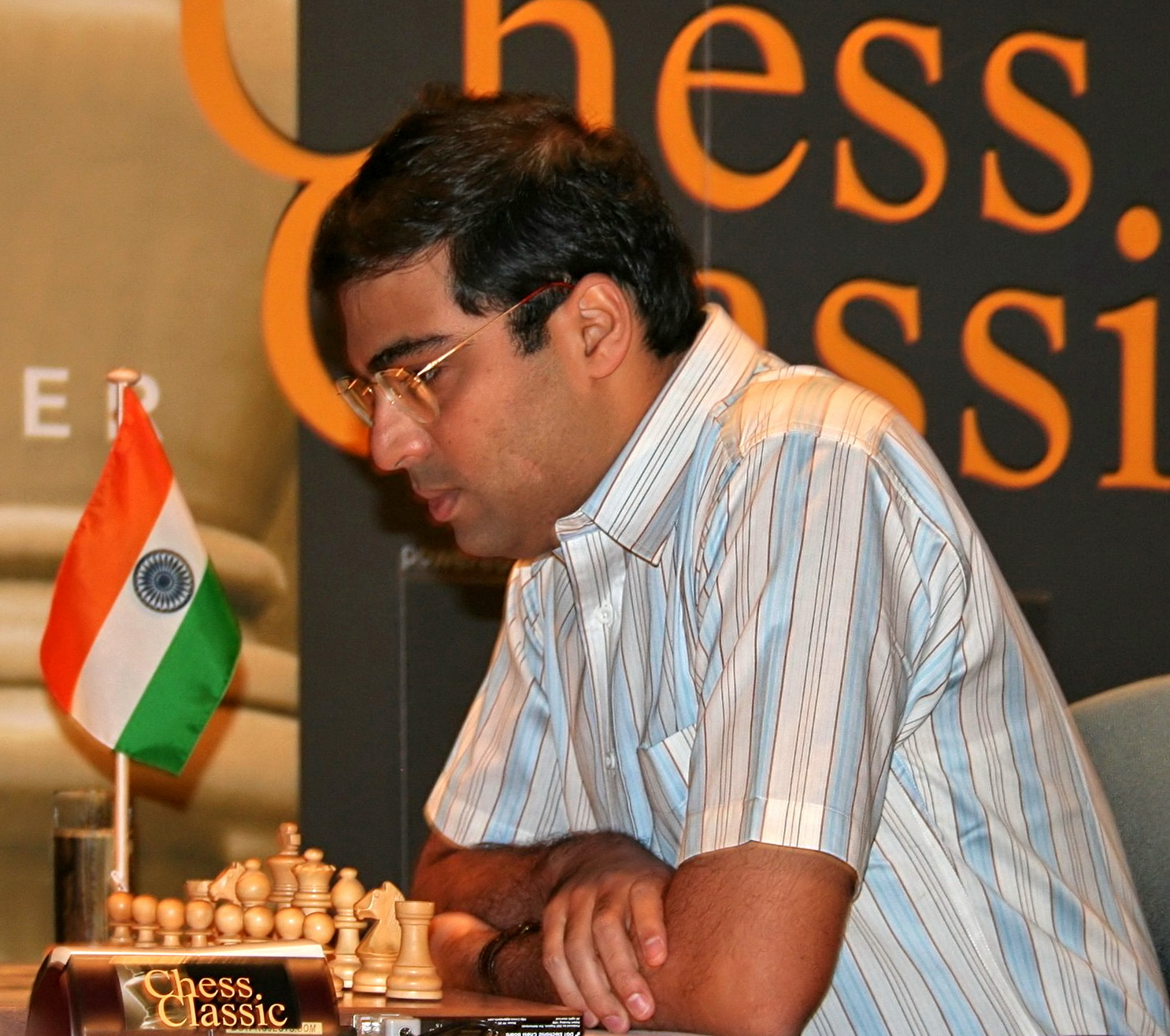
Вишванатан Ананд

Индия является родиной шахмат, а также родиной 15-го чемпиона мира по шахматам — Виши Ананда.

## Баскетбол
Баскетбол в Индии существует, но с начала XX века, так и не освоился как спорт страны. На территории страны расположена компания по производству баскетбольных мячей — COSCO. В 1894 году Дункан Пэттон начал тренировать первую команду в Индии.

### Женский баскетбол
В июле 2008 года состоялась встреча женских команд Индии и Монголии (76:47). В первом периоде счет составил 27:5 в пользу Индии. Лучшие результаты у победительниц показала спортсменка под № 4 Кавита — 24 очка, как и в предыдущих играх хороший результат показала совсем невысокая (152 см) Дипа, № 6. До встречи с Монголией Индия обыграла команды Хабаровского края и Таиланда.

### Мужской баскетбол
В мужском спорте Индии Индийская Национальная баскетбольная команда занимает самое важное место. Чаще эту команду знают как Cagers. Это сборная команда, которая находится под управлением баскетбольной федерации Индии. Участвовали в Олимпийских играх в 1980 году, заняв 12 место.

## Снукер
Адита Мехта — Один из двоих профессиональных снукеристов из Индии

## Танковый биатлон
Молодой вид спорта очень быстро приобрел популярность в стране, с 2014 года под эгидой международной федерации танкового биатлона участвует на чемпионате мира по танковому биатлону. Ранее участвовали на танках Т-72Б3, с 2017 года привозят танк Т-90 «Бишма». Представители Индии регулярно попадают в десятку сильнейших в индивидуальных гонках.